# 昌州 (重慶市)
昌州（しょうしゅう）は、中国にかつて存在した州。唐代から元初にかけて、現在の重慶市南西部に設置された。

## 概要
759年（乾元2年）、唐により資州・瀘州・普州・合州を分割して昌州が置かれた。昌元県に州治が置かれた。771年（大暦6年）、昌州とその属県は廃止された。775年（大暦10年）、昌州が再び立てられた。885年（光啓元年）、大足県に州治を移された。昌州は剣南道に属し、大足・静南・昌元・永川の4県を管轄した。
宋のとき、昌州は潼川府路に属し、大足・昌元・永川の3県を管轄した。
元初に昌州は廃止され、合州に編入された。